# Rekyl

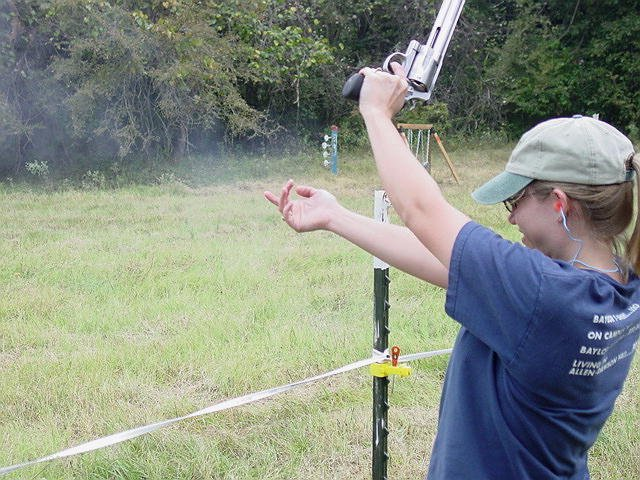
En kraftig rekyl kan vara svår för en ovan skytt att hantera.

Rekyl, bakåtriktad rörelse som bland annat märks när man avfyrar ett eldvapen.

## Rekylens fysikaliska förklaring
Ett av mekanikens mest grundläggande samband är lagen om rörelsemängdens bevarande. Rörelsemängden är produkten av ett föremåls massa och hastighet. Innan avfyrningen är rörelsemängden konstant, och särskilt, om vapnet är stilla, är den noll relativt omgivningen. Efter avfyrningen kommer projektilen att ha en hög hastighet framåt. Ut ur pipan kommer även rökgaser från krutet, även de med en hög hastighet framåt. För att rörelsemängden ska bevaras måste "något annat" ha fått samma rörelsemängd, fast bakåt. Antag att man skjuter en 10 grams gevärskula med hastigheten 800 m/s från ett gevär med massan 4 kg. Vi bortser i fortsättningen från krutgasernas vikt och hastighet. Kulans rörelsemängd blir 8 kgm/s framåt. Geväret måste då få en rörelsemängd på 8 kgm/s bakåt för att rörelsemängden ska bevaras. Det innebär en hastighet på 2 m/s. Det är när denna hastighet ska bromsas upp av skyttens axel man upplever en rekylkraft.

## Rekylens följder
Automatvapen använder kraften från rekylen för att ladda om vapnet. Många konsekvenser är dock negativa. Gevärsskyttar som håller vapnet på fel sätt kan skada axeln eller skadas i ansiktet av siktet när vapnet rekylerar. För kanoner måste lavetten konstrueras så att den kan ta upp rekylkrafterna, något som gör den tyngre och dyrare. I begränsade utrymmen, som i stridsfordon och stridsfartyg, inkräktar rekylen på utrymmen som kan behövas för annat.

## Metoder för att minska rekylen

### Projektilens vikt i förhållande till det rekylerande systemet
Det rekylerande systemet är den del av vapnet som rör sig bakåt vid rekylen. För ett gevär ingår hela vapnet i det rekylerande systemet, medan det rekylerande systemet på en kanon är eldröret och de delar som sitter fast på eldröret.
Lagen om rörelsemängdens bevarande medför att om det rekylerande systemets vikt ökar, kommer rekylhastigheten att minska. För gevärsskytten upplevs det som en minskad rekyl. Av praktiska skäl är det sällan lämpligt att öka det rekylerande systemets vikt, eftersom vapnet då blir svårare att transportera. För gevärskalibriga vapen har konstruktörerna ofta valt att minska kalibern och därmed kulans vikt. För att kompensera för den lägre vikten ges kulan en något högre utgångshastighet så att kulans rörelseenergi fortfarande är tillräckligt hög för att ge tillräcklig verkan i målet.
En tillämpning av metoden att öka det rekylerande systemets vikt används vid granatkastare där eldröret stöds mot marken med hjälp av en stödplatta. I teorin är därför det rekylerande systemets vikt lika med hela Jordens vikt och rekylhastigheten blir noll. I praktiken är förbindelsen med marken inte helt stel och granatkastaren får en viss, liten, rekyl.

### Mynningsbroms

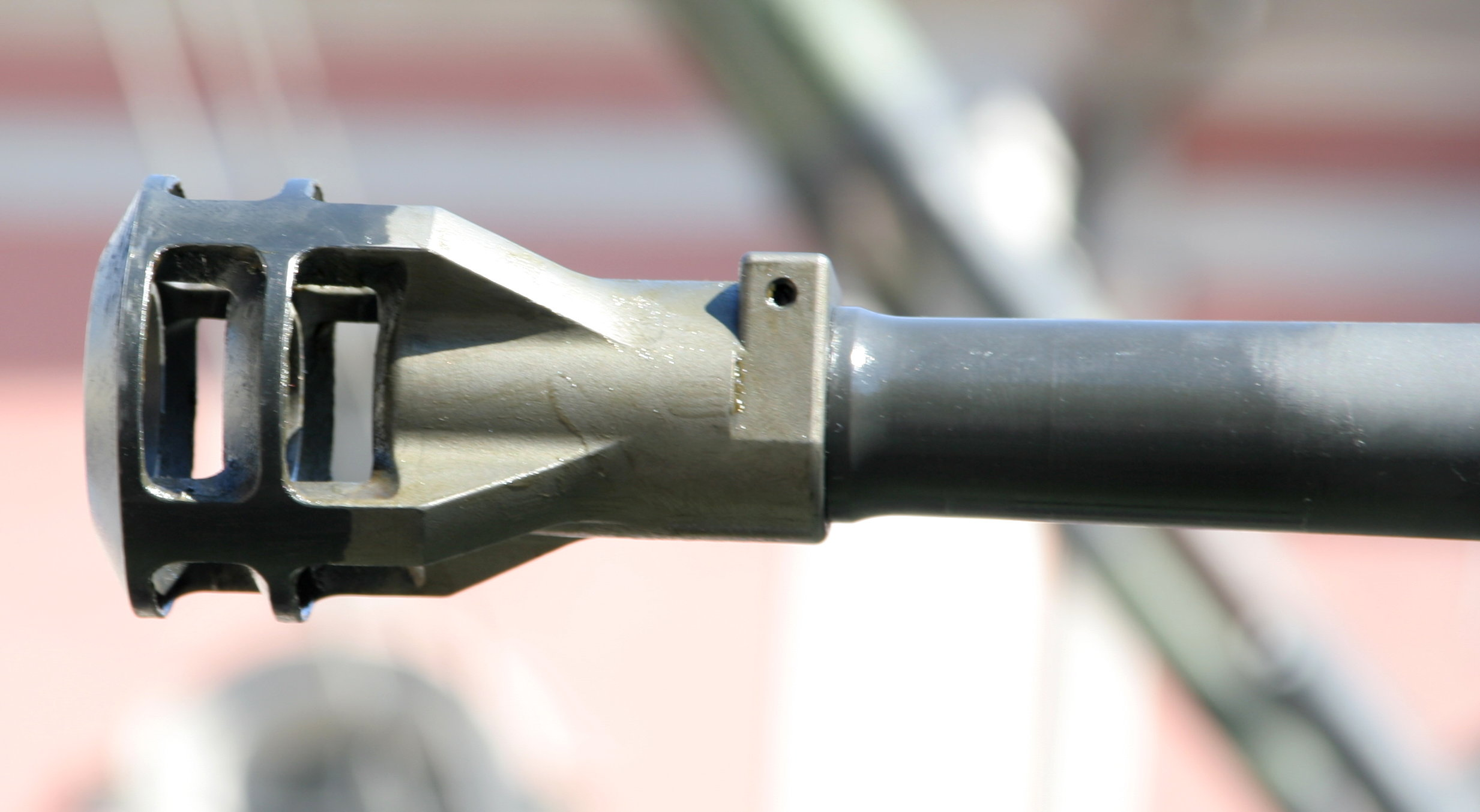
Mynningsbroms på en 30 mm automatkanon.

En del av rekylen kommer av de krutgaser som strömmar ut när projektilen har lämnat loppet. Eftersom trycket är högt strömmar de ut i hög hastighet och ger ett relativt stort tillskott till rekylen.[källa behövs] En mynningsbroms är en anordning som monteras vid mynningen för att avleda en del av krutgaserna åt sidan. Den används framför allt på rörliga kanoner och haubitsar, och förekommer i undantagsfall på gevär. En enkel mynningsbroms består av en något tjockare del av eldröret med hål borrade vinkelrätt mot eldrörets riktning. Mynningsbromsen skall inte förväxlas med flamdämparen som ibland har ett liknande utseende.

### Rekylbroms
En rekylbroms är en anordning som bromsar eldrörets rörelse bakåt. Den är vanlig på kanoner och haubitsar, men förekommer inte på gevär. Principen påminner om en stötdämpare på en bil. Rekylbromsen består av en oljefylld cylinder med en rörlig kolv. När eldröret rekylerar drar det med sig kolven bakåt, och oljan strömmar genom hål i kolven och bromsar rörelsen. Rekylbromsen är ofta kombinerad med en framföringsanordning (till exempel en spiralfjäder) som för fram eldröret i läge för nästa skott.

## Rekylfria vapen
Rekylfria vapen är utformade så att vapnet är öppet bakåt. Medan en del av krutgaserna driver projektilen framåt strömmar resten bakåt med hög hastighet så att den totala rörelsemängden är noll. Eftersom vapnet saknar rekyl kan det göras mycket lätt.
1940 skapade den svenska ingenjören H. Abramson det första rekylfria geväret som senare kom att kallas pvg m/42.